# 暮光之城：破曉
《暮光之城：破曉》（Breaking Dawn）是由史蒂芬妮·梅爾撰寫的暮光之城系列第四集。這是暮光之城系列小說中貝拉版本的完結篇。分成三部，第二部是從貝拉史旺的角度所寫，其中雅各為第二人稱敘述。

## 出版歷史
《破曉》的書名來源，是關於貝拉成為吸血鬼之後的事。封面暗喻貝拉在這一系列故事中的轉變；一開始她在棋盤上是個軟弱的角色，一顆棋子，但最後成為堅強的皇后。《破曉》受到莎士比亞劇作威尼斯商人和仲夏夜之夢的影響。原本，梅爾將書名取為《黎明》，作為暮光之城系列的完結篇。延續原本的故事發展，《黎明》完全從貝拉的角度書寫，狼族和雅各只是「淺略的進化」，此外還有一個插曲。梅爾說：「如果可以修改《黎明》的原稿，我會再多寫一些東西──內容跟《破曉》一樣的多。我的家人說他們特別懷念兩件事，所以我會從那裡開始寫。」
談到芮妮思蜜這個特別的名字，梅爾說她「沒辦法取像是珍妮佛或艾絲蕾的名字。該怎麼為全世界最特殊的孩子命名？我看過了許多嬰兒名字的網站。最後我才明白並沒有一個適合我的名字，故我放棄這個難題，自己捏造一個名字。」梅爾延續故事中的豐富性，在她研究吸血鬼時發現夢魘的傳說，夢魘(incubus)，一個可以養育兒童的惡魔。
梅爾對於完結篇的說明：
「暮光之城系列完全是貝拉的故事，這也是她成長的過程。她克服了人生障礙並努力前往她想去的地方。我可以再將她的故事延長，但是再寫下去就不有趣了。故事需要衝突性，而有關貝拉的衝突都解決了。」
※貝拉的母親叫芮妮Renée，愛德華的母親叫艾思蜜Esme；她將兩人的名字合起來，變成芮妮思蜜Renesmee

## 故事大綱
不同於前三集，破曉共分成三部，或可稱作三部份，是特色之處。

### 第一部 貝拉
第一部描述貝拉和愛德華的婚禮和蜜月，他們選在巴西海岸的艾思蜜島度假。愛德華和貝拉因在蜜月期間的性行為，很快的貝拉就發現她的停經和懷孕。卡萊爾確定她懷孕之後，她和愛德華打算回家。愛德華(Edward)在考慮胎兒快速成長下對貝拉的健康造成威脅，希望她墮胎。可是貝拉(Bella)想保住孩子，並尋求羅絲莉的幫忙，她知道羅絲莉(Rosalie)一直想有個孩子。

### 第二部 雅各
小說的第二部是寫自雅各的出發點，在貝拉懷孕之後。狼族並不知道這個未出世的孩子的危險性，打算摧毀她，即使要殺掉貝拉也無所謂。雅各強烈的反對這項計畫並決定離開山姆的狼群，然而塞斯和利雅卻決定加入他。貝拉沒多久就分娩了，胎兒只花了一個月的時間成形。胎兒弄斷了貝拉肋骨、骨盆和脊椎，並讓貝拉大量失血。為了挽救她，愛德華將她變成吸血鬼。雅各，原本只是在一旁候產，在那一瞬間「命定」了──一個狼人偶然間找到了靈魂伴侶──愛德華和貝拉的新生兒，芮妮思蜜‧卡理‧庫倫。

### 第三部 貝拉
破曉的第三部份又切回貝拉的觀點，貝拉發現自己成為吸血鬼，努力適應她的吸血鬼生活等等。然而吸血鬼艾琳娜將芮妮思蜜誤認為「不朽孩童」，佛杜里家族原本就禁止「不朽孩童」的誕生和成長。艾琳娜向佛杜里家族告密之後，他們計畫摧毀芮妮思蜜和庫倫一家。為了要保護這個孩子，庫倫家族集結世界各地的吸血鬼作證，向佛杜里家族證明芮妮思蜜不是不朽孩童（此時貝拉也發現她的防禦能力）。面臨庫倫家族的同盟和目擊者，佛杜里家族發現他們的誤解，當下處決艾琳娜。可是，他們還是不能確定芮妮思蜜是否會造成威脅。同時，艾利絲和賈斯柏，帶回150多歲納胡爾和他的阿姨──胡蘭，納胡爾和芮妮思蜜一樣，是人類和吸血鬼混血的後代。他證實混血並不會造成任何威脅，佛杜里家族知道他們再也不能傷害芮妮思蜜後就離開了。貝拉、愛德華和芮妮思蜜平安的回家，最後貝拉能控制其特殊能力讓愛德華聽到她的想法。

## 續集
《暮光之城：午夜陽光》因為手稿外洩，作者暫停創作。